# Aim (démon)
Pour les articles homonymes, voir Aim.

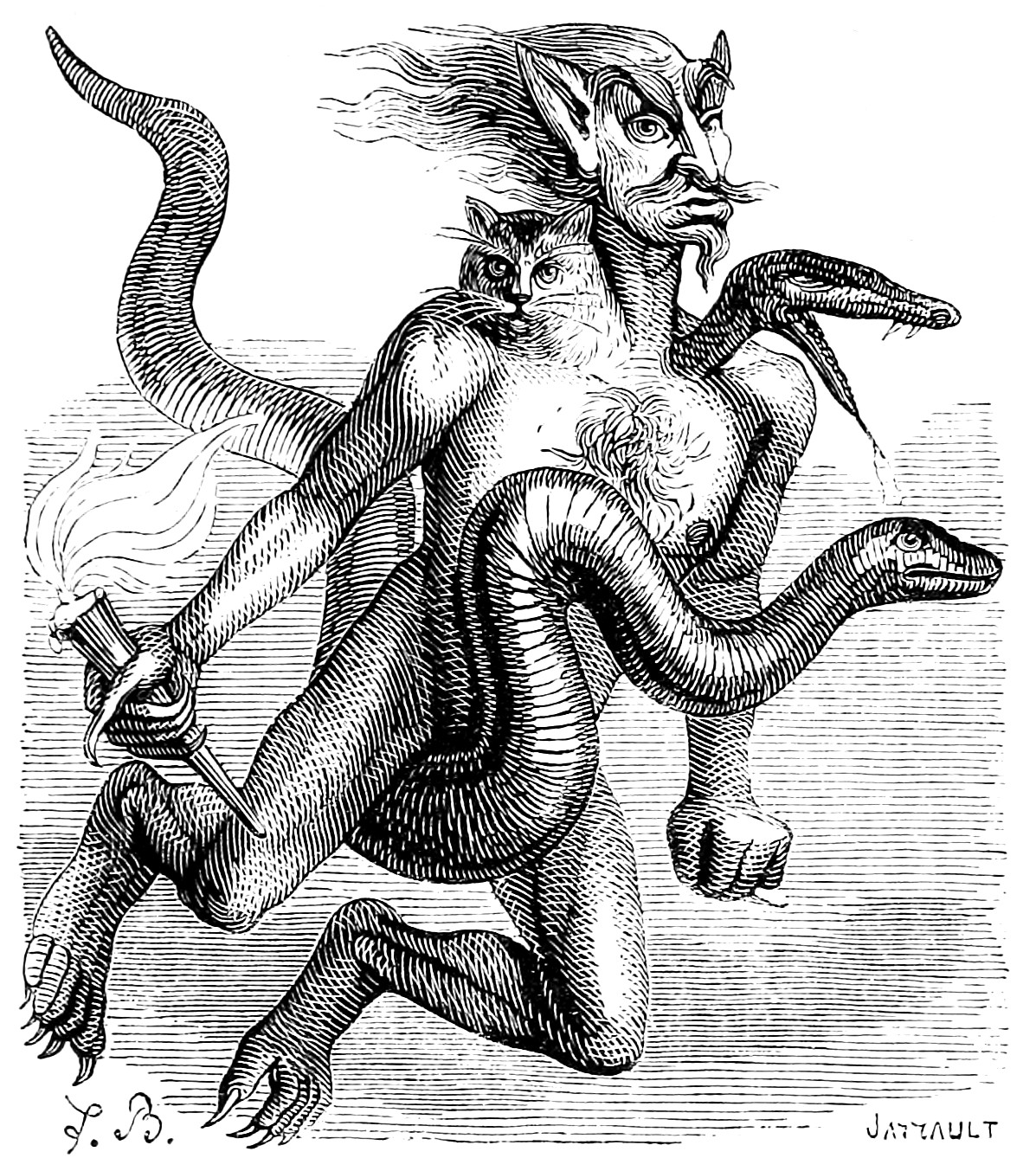
Aim (Collin de Plancy «Dictionnaire infernal», Paris, 1863).

Aim, Aym ou Haborym est un démon issu des croyances de la goétie, science occulte de l'invocation d'entités démoniaques. 
Le Lemegeton le mentionne en 23e position de sa liste de démons. Selon l'ouvrage, Aim est un grand-duc de l'Enfer. Il a trois têtes : de serpent, d'homme et de chat. On le représente chevauchant une vipère. Il met le feu aux villes, châteaux et places-fortes. Il est à la tête de 26 légions de démons.
Le serpent représente la maladie qu'il contrôle, la torche le feu éternel. Il peut détruire les villes par épidémie ou incendie.
La Pseudomonarchia Daemonum le mentionne en 57e position de sa liste de démons et lui attribue des caractéristiques similaires.
Il contrôle la grande prison du diable dans laquelle sont enfermés les plus grands ennemies des enfers (comme les géants). 

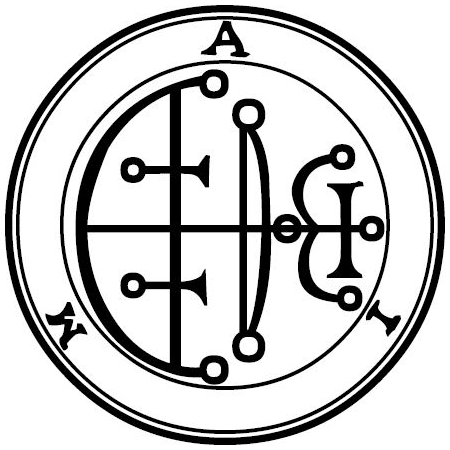
Le sceau de Aim selon Mathers.

## Dans la culture populaire
Dans le jeu vidéo Genshin Impact, Aim est le nom de démon de l'archon pyro régnant à Natlan.